# Château de Ransanne
Le château de Ransanne, se situe à Soulignonne en Charente-Maritime.

## Historique
Au XIVe siècle Guillaume de Ransanne est le premier seigneur connu du fief.
En 1518 ce fief a droit de haute et basse justice, comme le montre l'hommage d'Andrée de Ransanne au roi.

## Architecture
La demeure élevée du XVe siècle est massive, avec un corps de logis à trois niveaux, couvert d'une toiture à deux pentes. Elle possède deux façades très différentes : l'une avec uniquement deux travées d'étroites fenêtres est encadrée de deux tours en poivrière presque sans ouvertures
alors que l'autre présente une tour d'escalier carrée en milieu de façade, et c'est la seule entrée du logis par une porte ornée d'un arc brisé
Quatre bretèches, une par tour ronde et deux sur le haut de la tour carrée, complètent la défense.
Le petit bâtiment au sud du château est cantonné de deux échauguettes.
Le château de Ransanne et le petit bâtiment de communs ont été inscrits monument historique le 29 août 1991.